# Stanley Holloway

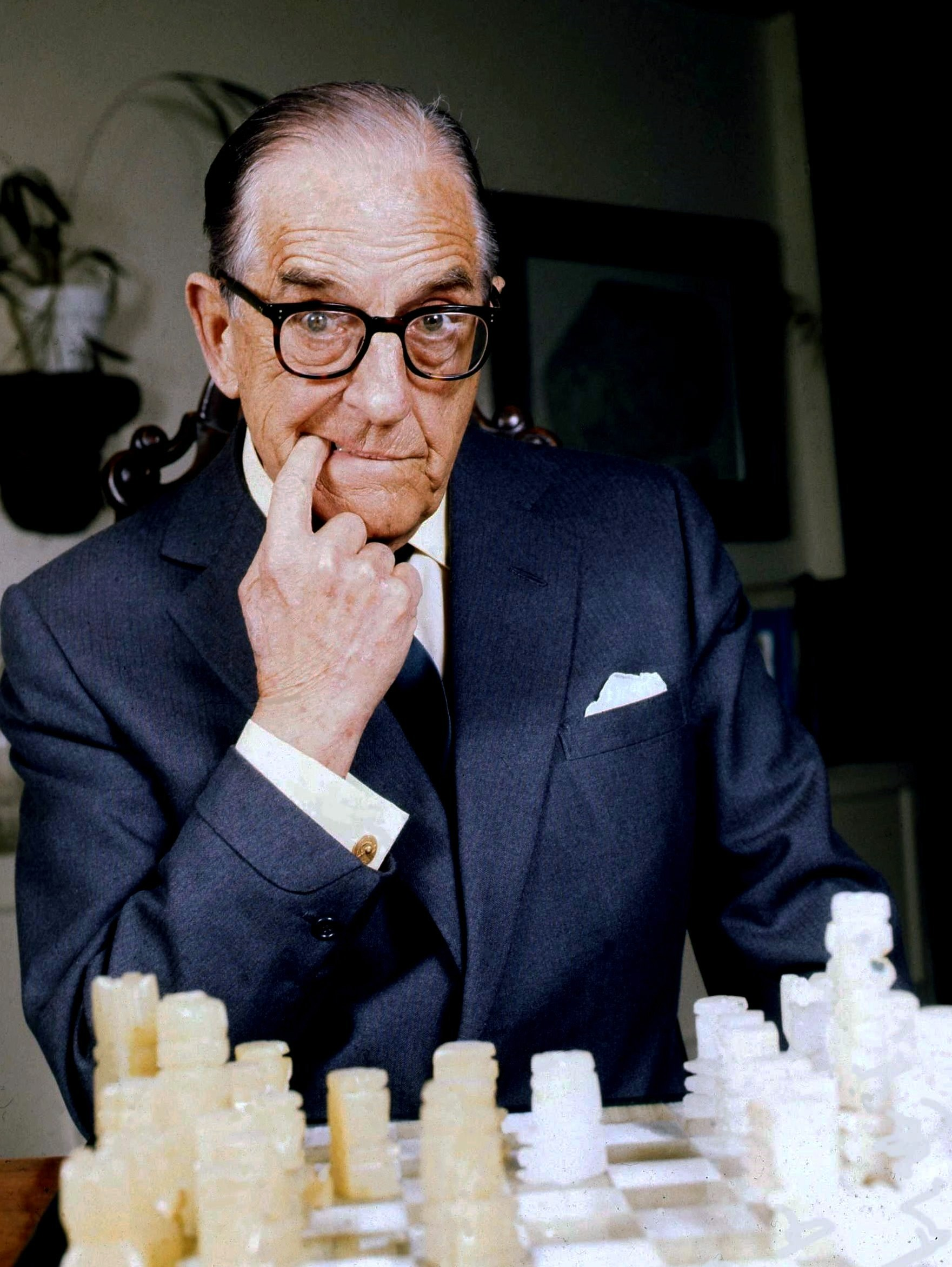
Stanley Holloway (1974)

Stanley Augustus Holloway OBE (* 1. Oktober 1890 in London, Großbritannien; † 30. Januar 1982 in Littlehampton, Großbritannien) war ein britischer Theater- und Filmschauspieler, der es in seinem Heimatland durch vorwiegend komödiantische Rollen zu hoher Popularität brachte.

## Leben
Nach seinem Schulbesuch trat Stanley Holloway eine Stelle als Angestellter auf dem Fischmarkt von Billingsgate an. Schon seit 1907 trat er dabei als Laiendarsteller auf Freilichtbühnen und Veranstaltungen an der britischen Ostküste auf. In Clacton-on-Sea trat er von 1911 bis 1913 am „West Cliff Theatre“ auf und wurde dort von dem damals bekannten Komödianten Leslie Hanson für seine komödiantischen Konzertveranstaltungen engagiert. Holloway wollte gerne Sänger werden und reiste für ein Gesangsstudium nach Mailand. Der Ausbruch des Ersten Weltkrieges 1914 durchkreuzte allerdings seine Pläne.
Während des Krieges diente Holloway in einem irischen Infanterieregiment der britischen Armee. 1920 trat er dann seinen Dienst bei der Royal Irish Constabulary, der irischen Schutzpolizei, an. Als Mitglied der Black and Tans gehörte er einem paramilitärischen Zweig dieser Polizeieinheit an. Doch schon im Folgejahr quittierte er den Dienst.
Mit der Bühnenshow „The Co-Optimist“ feierte Holloway einen Riesenerfolg. Das Stück wurde von 1921 bis 1927 aufgeführt und 1929 verfilmt. Im gleichen Jahr wurde die Show wieder aufgeführt, wobei Holloways Repertoire erweitert wurde, was sich nachhaltig auf seine Karriere beim Tonfilm auswirkte. In den 1930er Jahren trat er in einigen billigen Filmen auf. Dazu sprach er eine Hörspielrolle in dem Gruselstück „With Her Head Tucked Underneath Her Arm“.
Sein Auftritt in der Filmkomödie „Major Barbara“ 1941 brachte erneut einen Wendepunkt in Holloway Karriere. Hier spielte er das erste Mal für ein Major-Studio. Während des Zweiten Weltkrieges stand er unter den Regisseuren David Lean, Anthony Asquith und Carol Reed als Patriot oder Moralist vor der Kamera. Nach dem Krieg wurde er durch seine Rollen in Begegnung von David Lean und als Totengräber in Laurence Oliviers Hamlet einer breiteren Öffentlichkeit bekannt. Die Ealing Studios nahmen ihn daraufhin für ihre Komödien unter Vertrag.
Auch in den USA wurden die Studiobosse zunehmend auf die komödiantischen Fähigkeiten Holloways aufmerksam. 1956 wurde er als Ersatz von James Cagney für die Rolle des Alfred P. Doolittle in der Broadway-Produktion My Fair Lady engagiert. Für diese Rolle wurde er 1957 für den Tony Award als Bester Nebendarsteller in einem Musical nominiert. Auch in der ein Jahr später folgenden Bühnenproduktion in London spielte er mit, ebenso in der Verfilmung von 1964, für die er für den Oscar als Bester Nebendarsteller nominiert wurde. Darüber hinaus wurde er für diese Rolle auch für den Golden Globe als Bester Nebendarsteller und für den Laurel Award nominiert. Aus der Filmversion stammt auch der Song „Wiv a Little Bit of Luck“, den er selbst gesungen hat und der auch der Titel seiner Autobiografie ist.
Auch für das Fernsehen war Holloway tätig. In den 1960er Jahren spielte er den Butler Beach, als die BBC P. G. Wodehouse-Erzählungen aus der sogenannten Blandines-Reihe mit Lord Emsworth, Galahad Threepwood und der Kaiserin von Blandings als wesentliche Protagonisten für das Fernsehen verarbeitete. Seine erfolgreichste Rolle spielte er für den amerikanischen Sender ABC in der Fernsehserie „Our Man Higgins“. Hier stellte er einen englischen Butler dar, der bei einer amerikanischen Familie angestellt ist und damit für kulturelle Verwicklungen sorgt. Bis 1975 trat er in britischen und amerikanischen Produktionen für Kino und TV auf.
Stanley Holloway war zweimal verheiratet. Seine erste Ehe mit Alice Foran, die 1913 geschlossen wurde, blieb kinderlos. Mit seiner zweiten Ehefrau Violet Lane, die er 1939 heiratete, hatte er einen Sohn, Julian Holloway (1944–2025), der ebenso Schauspieler wurde und in Deutschland durch die „Ist ja irre“-Komödienreihe bekannt wurde. Julian und seine Frau Tessa, die Tochter des britisch-norwegischen Schriftstellers Roald Dahl, wurden Eltern des Fotomodells und Schriftstellerin Sophie Dahl.

## Filmografie (Auswahl)
- 1921: The Rotters
- 1929: The Co-Optimists
- 1933: Sleeping Car
- 1940: Major Barbara
- 1944: Wunderbare Zeiten (This Happy Breed)
- 1944: The Way Ahead
- 1945: Begegnung (Brief Encounter)
- 1945: Caesar und Cleopatra (Caesar and Cleopatra)
- 1946: Das dämonische Ich (Wanted for Murder)
- 1946: Ein Herz geht verloren (Carnival)
- 1947: Das letzte Duell (Meet Me at Dawn)
- 1947: Nicholas Nickleby
- 1948: Hamlet
- 1948: Der Fall Winslow (The Winslow Boy)
- 1948: Die seidene Schlinge (Noose)
- 1949: Blockade in London (Passport to Pimlico)
- 1949: Geliebte nach Maß (The Perfect Woman)
- 1951: Das Glück kam über Nacht (The Lavender Hill Mob)
- 1951: One Wild Oat
- 1951: Der wunderbare Flimmerkasten (The Magic Box)
- 1953: Der Titfield-Expreß (The Titfield Thunderbolt)
- 1953: Die Bettleroper (The Beggar's Opera)
- 1955: Ein Alligator namens Daisy (An Alligator Named Daisy)
- 1959: Munter und lebendig (Alive and Kicking)
- 1959: Straße ohne Zukunft (No Trees in the Street)
- 1961: Und morgen alles (No Love for Johnnie)
- 1961: Das Schlitzohr (On the Fiddle)
- 1964: My Fair Lady
- 1965: Erster Sieg (In Harm's Way)
- 1965: Geheimnis im blauen Schloß (Ten Little Indians)
- 1969: Vergiß oder stirb (Run a Crooked Mile)
- 1970: Das Privatleben des Sherlock Holmes (The Private Life on Sherlock Holmes)
- 1975: Reise in die Angst (Journey Into Fear)

## CD-Veröffentlichungen
- Stanley Holloway: The Lion & Albert[1] – Songs und Texte auf CD – Codaex Deutschland, 2005 – EAN: 0743625548327
- Stanley Holloway: Keep Smiling – Schlager-CD – Hart Music Vertrieb, 2006 – EAN: 5050457059927
- Stanley Holloway: Old Sam & Young Albert – Jazz-CD – Naxos Jazz, 2003 – EAN: 0636943271520